# Rondó
Un rondó és una forma musical que es basa en l'alternança entre un fragment o passatge que es va repetint un cert nombre de vegades (variable), i altres passatges, cada vegada diferents, que es van intercalant entre les successives aparicions del passatge repetit. El fragment que es repeteix s'anomena tornada, mentre que els variables i intercalats s'anomenen episodis. Generalment aquesta estructura temporal musical s'expressa de la manera següent:
A-B-A-C-...-A
de manera que A representa la tornada (invariable) i les B, C, D ..., els episodis. En aquells casos -relativament nombrosos- en què el rondó no es clou amb la tornada A, es considera que el passatge final no és un episodi sinó una coda. En aquest cas l'estructura seria
A-B-A-C-...-A-coda
Així, apareixen com a essencials en el rondó, dos elements; el primer és aquest equilibri entre unitat i diversitat que, de maneres diverses, afecta la música occidental, i que aquí s'assegura amb aquesta alternança de material temàtic. El segon, que no es tracta d'una forma musical basada en el desenvolupament i transformació d'unes idees musicals, -d'un tema, vaja- sinó que es basa en la juxtaposició de temes diversos. Això no obsta que de vegades -no pas poques- les successives aparicions de la tornada, o algunes d'elles, incorporin algun tipus de modificacions amb relació a la primera o a l'anterior. En aquest cas tindríem un rondó d'estructura
A-B-A1-C-A₂-...-A

## El rondó en el barroc
Cal cercar l'origen del rondó a França, a la segona meitat del segle xvii, amb una grafia francesa (rondeau) que ja tenia antecedents en una de les formes fixes que s'anomenava igual en referència a aquest retorn a una frase ja escoltada i el sentiment de roda, de quelcom rodó que aquest retorn comporta.
Es troben rondós en l'obra de Lully i en la de François Couperin, tant formant part de suites com donant forma a composicions per a clavecí en un sol moviment, com en el cas de François Couperin. En general, els episodis no s'allunyaven gaire de la tornada, ni tonalment -normalment a la tònica o, com a màxim, a la dominant- ni temàticament, és a dir, sense jugar la carta del contrast obert.
Es troben entre els rondós més coneguts d'aquest període el que conforma el preludi del Te Deum de Marc-Antoine Charpentier, especialment conegut com a sintonia de l'Eurovisió, i el que Henry Purcell va intercalar, com a peça instrumental, a la seva obra escènica Abdelazar, atès que Benjamin Britten va agafar-ne la tornada com a tema per a les variacions de la seva Guia d'orquestra per a joves.
Al segle xviii es troba igualment en la música de Johann Sebastian Bach, especialment a les seves suites i partitas.
Cal fer constar que la forma que prenen molts dels concerts per a un o més instruments solistes de finals del Barroc a la primera meitat del segle xviii en què les aparicions del conjunt de corda són quasi sempre sobre un mateix material temàtic, i entre aquestes aparicions del conjunt es van intercalant les aparicions del solista o solistes que cada vegada exposen materials temàtics diferents. De totes maneres, habitualment, cada aparició de l'orquestra és en una tonalitat nova -amb retorn a la tònica al final- de manera que aquesta tipologia no pertany a la del rondó sinó a la forma ritornello, que se'n diferencia precisament perquè aquesta només torna a presentar el tema principal en la tònica a la seva darrera aparició. El cas més conegut seria el primer moviment de La primavera, el primer dels concerts per a violí de Les quatre estacions de Vivaldi

## Classicisme
Com altres formes musicals, el rondó es fixa i s'estandarditza en el Classicisme. Per la seva estructura, era una manera fàcil de construir música fàcil d'escoltar i lleugera de caràcter: Carl Ditters von Dittersdorf pensava que hauria tingut una consideració millor per part dels seus contemporanis si hagués frenat la seva desmesurada afecció a compondre rondós. Per això mateix, esdevenia un final perfecte per a les simfonies i, en general, per a les peces instrumentals en diversos moviments a través dels quals es pretenia una gradació descendent de la densitat dels diferents moviments: un rondó lleuger era un final perfecte que no cansés.
De totes maneres, segons Malcolm Cole la moda dels rondó com a finale -de fet aquest va ser el lloc que més habitualment va ocupar durant el Classicisme- es circumscriu als anys 1773-1786, en el cas de Haydn i de Mozart que són els dos compositors que estudia. De totes maneres, la moda es propaga, anys a venir, en l'obra de tants i tants compositors que, d'alguna manera o altra, resten sota la seva influència. Aproximadament la meitat de les simfonies que Haydn va escriure en aquells anys acaben amb un rondó.
Una de les formes en què es va estandarditzar el rondó fou en l'estructura de:
A-B-A-C-A-B-A
anomenat, també, rondó de disseny ternari perquè es pot considerar com una forma ternària:
| [A-B-A]   | - C -               | [A-B-A]     |
| Exposició | - Desenvolupament - | Reexposició |

Tot i que no és excepcional, també es dona l'ús de la forma rondó en els moviments lents. En el cas dels finale, era habitual que s'utilitzés el patró rítmic de la contradansa,atès que aquest era un altre elements que conferia lleugeresa (i facilitat d'escolta) a l'últim temps de l'obra.
Un part important dels rondós d'aquesta època contenen tres tornades i dos episodis; també és, fins a cert punt, freqüent que el primer episodi en la tonalitat de la dominant o el relatiu, i el segon en la de la subdominant o, també, el relatiu.
L'aplicació de les tècniques de desenvolupament propis de la forma sonata al rondó, va donar lloc a la forma rondó-sonata.
Probablement el rondó més conegut del Classicisme és el rondó alla turca que constitueix el tercer moviment de la sonata número 11, per a piano, de Mozart.
- Rondó a la turca (marxa turca), tercer moviment de la sonata per a piano número 11, de Mozart (?·pàg.)
- Rondó; tercer moviment del concert per a clarinet i orquestra, de Mozart (?·pàg.)
- Rondó; quart moviment de la Petita música de nit (Serenata nocturna) K. 525, de Mozart (?·pàg.)

## Romanticisme
En el Romanticisme el rondó va prendre un caire més lliure i més dinàmic, amb un major grau de treball temàtic, i fou utilitzat, també, per donar forma a composicions d'un sol moviment, sovint precedides d'una introducció breu de caràcter lent, i adoptant, el rondó, un caràcter brillant.
De fet, hi adopta perfils molt diversos: dimensions enormes, com el de la Simfonia número 9 de Gustav Mahler, als Quadres d'una exposició de Modest Mússorgski en què cada episodi pren la forma d'una peça de caràcter, a la música descriptiva com el Moldava de Bedřich Smetana on l'estructura formal es posa al servei de finalitats descriptives i programàtiques.
En el segle XX el rondó es troba, especialment, e les primeres dècades de segle i en els compositors que d'alguna manera o altra es mostren més vinculats als aspectes formals de la tradició.
 Introducció i rondó capriccioso opus 28 de Saint-Saëns (?·pàg.)